# Collège doctoral de technologie de l'industrie
Le Collège doctoral de technologie de l'industrie (産業技術大学院大学, Sangyo gijyutsu daigakuin daigaku) est une université publique du Japon située dans la ville de Tokyo.